# جوزيبي دومينيكو بوتو
جوزيبي دومينيكو بوتو (بالإنجليزية: Giuseppe Domenico Botto)‏ (و. 1791 – 1865 م) هو فيزيائي، وأستاذ جامعي من مملكة إيطاليا .
توفي في تورينو، عن عمر يناهز 74 عاماً.

## التعليم
تعلم في جامعة جنيف